# صحیفه همام بن منبه

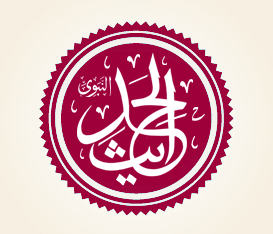
صحیفه همام بن منبه

صحیفه همام بن منبه کتاب حدیث نوشتهٔ همام بن منبه می‌باشد. این کتاب را یکی از نخستین کتاب‌های حدیث می‌دانند که تا کنون موجود می‌باشد. دو نسخه قدیمی از آن موجود می‌باشد که یکی در دمشق و دیگری در برلین نگهداری می‌شوند.